# École nationale de la statistique et de l’analyse de l’information
Die École nationale de la statistique et de l'analyse de l'information (ENSAI) ist eine französische Grande école, die sich auf die Ausbildung in Statistik, Datenanalyse und Datenwissenschaft (Data Science) spezialisiert hat. Die ENSAI wurde 1994 gegründet und befindet sich auf dem Campus de Ker Lann in Bruz, nahe der Stadt Rennes im Département Ille-et-Vilaine. Sie ist Mitglied der Conférence des grandes écoles (CGE) und Teil des GENES.

## Geschichte
Die ENSAI entstand 1994 durch die Aufteilung der ehemaligen École nationale de la statistique et de l'administration économique (ENSAE) in zwei separate Schulen. Während die ENSAE auf die Ausbildung von Wirtschaftswissenschaftlern fokussiert ist, konzentriert sich die ENSAI auf die Ausbildung in Statistik und Datenwissenschaft. Seit 1996 befindet sich die Schule auf dem Campus de Ker Lann in Bruz.

## Akademisches Profil
Die ENSAI ist eine der führenden französischen Schulen für Statistik, Datenwissenschaft und maschinelles Lernen. Die Ausbildung basiert auf einer breiten Grundlage in Mathematik, Informatik und Wirtschaftswissenschaft.

### Studiengänge
Die ENSAI bietet folgende Studienprogramme an:
- **Ingenieurstudium**: Ein dreijähriges Programm, das mit dem Titel Diplôme d’ingénieur (vergleichbar mit einem Masterabschluss) abschließt.
- **Master in Data Science for Smart Data**: Ein international ausgerichtetes Programm, das vollständig in Englisch unterrichtet wird.
- **Statistiker-Ausbildung**: Ein zweijähriges Programm für angehende Statistiker, die vor allem im öffentlichen Sektor, etwa beim Insee, tätig werden.

### Spezialisierungen
In der Abschlussphase des Ingenieurstudiums können Studierende aus verschiedenen Vertiefungen wählen, darunter:
- Biostatistik
- Finanzstatistik
- Marketing-Analyse
- Big Data und maschinelles Lernen
- Statistik für öffentliche Entscheidungsfindung

### Forschung
Die ENSAI beherbergt das Centre de recherche en économie et statistique (CREST), eine renommierte Forschungseinrichtung für Statistik, Wirtschaftswissenschaften und Entscheidungswissenschaften. Das CREST gehört zu den fünf sichtbarsten Forschungseinrichtungen in Frankreich im Bereich Wirtschaftswissenschaften.

## Standort
Die ENSAI ist auf dem Campus de Ker Lann in Bruz, südlich von Rennes, gelegen. Der Campus erstreckt sich über 165 Hektar und beherbergt mehrere Hochschulen sowie Unternehmen, die eng mit der ENSAI zusammenarbeiten.

## Internationale Zusammenarbeit
Die ENSAI unterhält Partnerschaften mit mehr als 50 Hochschulen in 22 Ländern. Studierende haben die Möglichkeit, an Austauschprogrammen teilzunehmen oder einen Doppelabschluss mit Partnerinstitutionen wie der ENSAE Paris oder der INSA Rennes zu erwerben.

## Mitgliedschaften
Die ENSAI ist Mitglied folgender Organisationen:
- Conférence des grandes écoles (CGE)
- Groupe des écoles nationales d'économie et statistique (GENES)
- Université de Rennes